# 池田浩美 (競艇選手)
池田 浩美（いけだ ひろみ、1976年（昭和51年）6月13日 - ）は、静岡県出身の競艇選手。
登録番号3932。身長162cm。血液型A型。81期。静岡支部所属。競艇選手の池田明美は双子の姉。

## 来歴・人物
双子の妹。静岡県立磐田西高等学校在学中は剣道の強豪選手としてならし、1994年静岡県高体連個人戦で2位（1位は明美）になった経歴を持つ。明美より先に本栖研修所に入ったが、一度退所して再び入りなおし1997年11月7日、地元浜名湖競艇場で開催された「一般競走」1Rでデビュー（6着）。2005年2月アクアクィーンカップ（住之江競艇場）で初優勝。2007年3月徳山競艇場・女子王座決定戦では姉妹揃って初の優出を決めた（優勝戦は4着）。

## 優勝歴
- アクアクィーンカップ オール女子戦（2005年2月・住之江競艇場）
- 女子リーグ第7戦（2005年7月・桐生競艇場）
- 賞金女王シリーズ戦（2012年12月・大村競艇場）